# Ново Луковища
Ново Луковища или Неа Ликояни (на гръцки: Νέα Λυκόγιαννη) е село в Република Гърция, област Централна Македония, дем Бер (Верия).

## География
Селото е разположено на 25 m надморска височина в Солунското поле на 4 километра северно от Макрохори (старо Микрогуш), на 8 километра североизточно от Бер (Верия) и на 2 km южно от Луковища (Ликояни).

## История
Селото е създадено от част от бежанците, населени в Луковища. Регистрирано е за пръв път в 1940 година.
Селото произвежда много памук, овошки и пшеница, тъй като землището е плодородно.
| Година    | 1913 | 1920 | 1928 | 1940 | 1951 | 1961 | 1971 | 1981 | 1991 | 2001 | 2011 | 2021 |
| --------- | ---- | ---- | ---- | ---- | ---- | ---- | ---- | ---- | ---- | ---- | ---- | ---- |
| Население |      |      |      | 33   | 392  | 423  | 345  | 515  | 633  | 414  | 399  | 377  |

## Личности
Родени в Ново Луковища
- Георгиос Урсузидис (р. 1961), гръцки политик